# Palacio de Ceballos

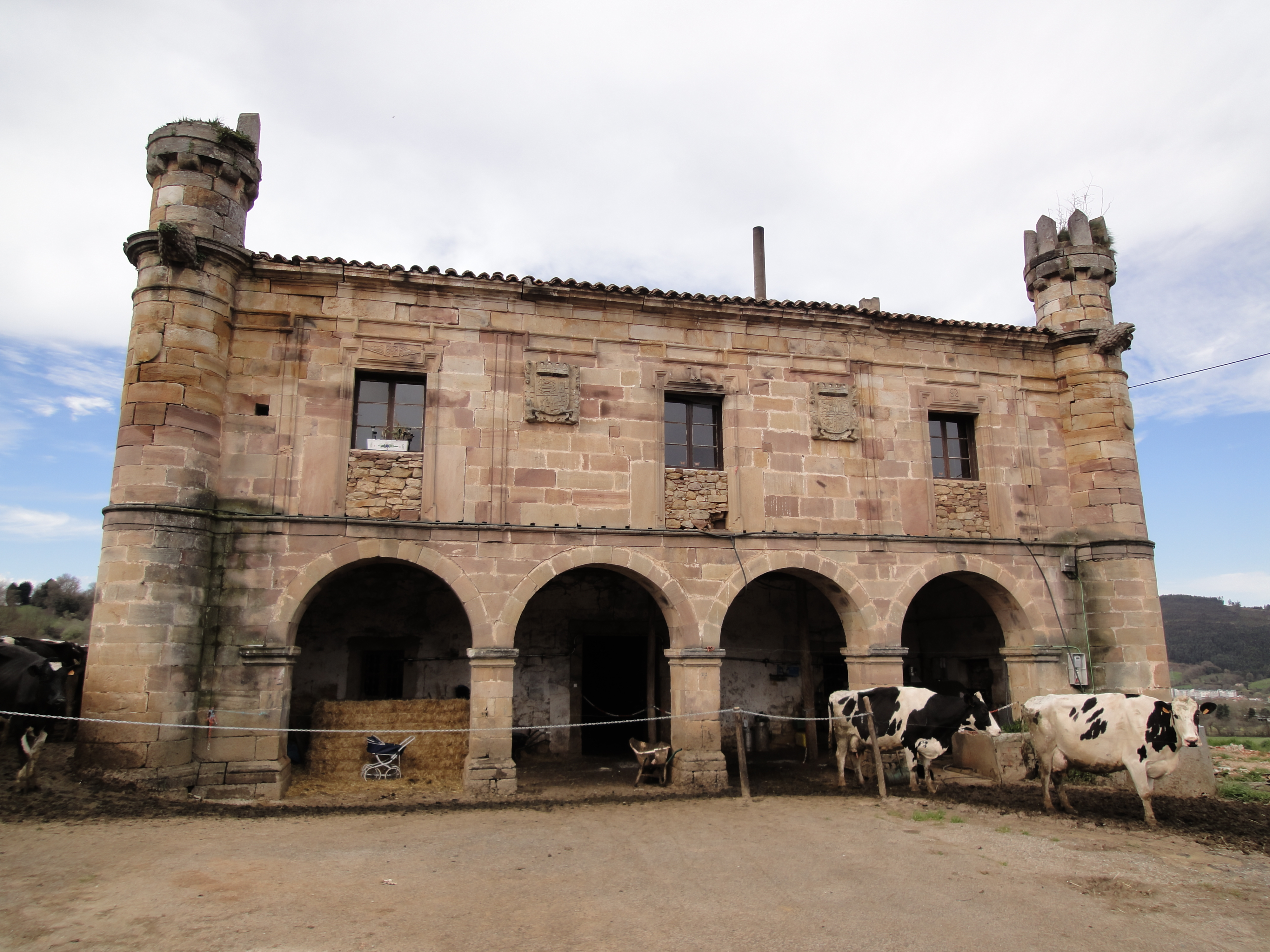
Palacio de Ceballos, Argomilla de Cayon, Cantabria

El Palacio de Ceballos, conocido también como Casa de Ceballos "El Caballero", es un edificio español construido en el siglo XVII y que se encuentra en la localidad de Argomilla, en el municipio de Santa María Cayón, en Cantabria.

## Historia
El palacio fue construido en el siglo XVII por Francisco Antonio de Ceballos el Caballero y su esposa, Marina Jacinta de Padura Moreno, señora de las casas de Procura y Lopera en Jaén, a partir de una casa torre de sus antepasados.
Las primeras noticias de que se tiene constancia dicen que en el siglo XIV eran propietarios de dicha torre Rui González de Ceballos y su mujer, Toribia Saiz de Arce, habiéndola heredado del padre de Rui, Diego Gutiérrez de Ceballos, XIV almirante de Castilla.
Otras fuentes consideran que el palacio es probable que se asiente sobre un edificio medieval relacionado con la abadía o monasterio de San Andrés, del siglo XII, de la que tan sólo se conserva la iglesia, que en el año 1317 pertenecía a Diego Gutiérrez de Cevallos (Ceballos), quien debido a ser pariente mayor, era abad perpetuo y patrono de la iglesia y disfrutaba de diezmos y privilegios, quedando exento de tributos reales.
Pese a que en 2002, se declaró a este palacio Bien Cultural de Interés Local (BCIL), se utiliza como vivienda con cuadra para el ganado y aparcamiento de camiones. Se ha perdido la balconada superior y las puertas han sido cegadas y transformadas en ventanas, las almenas de alguna de las torres han desaparecido y el tejado corre riesgo de desaparecer. En 2018, la asociación Hispania Nostra, centrada en el patrimonio en peligro de extinción, incluyó al palacio en la lista roja de patrimonio en peligro.

## Descripción
El palacio, un edificio privado, propiedad de una familia del municipio, es de planta cuadrada, dos alturas y tejado a dos aguas, y en sus esquinas exteriores conserva cubos de sillería rematados en almenas. La fachada principal, de sillería, tiene cuatro arcos de medio punto en su parte inferior, que apoyan en pilastras y forman un soportal. La planta superior tiene tres ventanas, aunque, según las marcas que quedan en la fachada, puede que se tratara de tres puertas con acceso a un balcón corrido de forja. Entre los vanos superiores se ubican los escudos de las casas de Ceballos y Padura. La fachada posterior y los laterales están construidos de cal y canto. La propiedad se compone del palacio más una finca de 1.000 carros de tierra.
El palacio se encuentra muy próximo a la iglesia de San Andrés del siglo XII, que fue abadía y tiene restos de fábrica románica vinculada al linaje. Junto a ella se conserva una necrópolis con sarcófagos medievales ornamentados donde se encuentran los restos de las personas de la nobleza vinculadas a las familias mencionadas.